# René Major
René Major (* 1. November 1932 in Montréal) ist ein französischer Psychiater und Psychoanalytiker kanadischer Herkunft.

## Leben

### Jugend und Studium in Kanada
Er besuchte das Collège André-Grasset in Montréal und studierte dann Medizin an der Universität Montreal. Während seines Studiums las er Freud, aber auch Psychoanalytiker wie Frieda Fromm-Reichmann und Georg Groddeck, und beschloss Psychiater zu werden.
1958 gehörte Major zu einer ersten Gruppe von Studenten, die im Wohnheim des Instituts Albert Prévost (heute Département de psychiatrie des Hôpital du Sacré-Coeur de Montréal) wohnten, um dort zu arbeiten, einer Institution, die in der Geschichte der Psychiatrie Kanadas eine innovative Rolle spielte.

### Paris
Nach zwei Jahren am Institut Albert Prévost, in dessen Ausbildungsprogramm die Psychoanalyse breiten Raum einnahm, nahm Major an einem Austauschprogramm teil, das es ihm erlaubte, in Frankreich zu studieren. Er arbeitete an der psychiatrischen Klinik Saint-Anne in Paris (heute Centre hospitalier Sainte-Anne) bei Jean Delay und plante zunächst nach Kanada zurückzukehren.
1960 fand ein Colloquium über das Unbewusste statt, das der bekannte Psychiater Henri Ey organisiert hatte. Das Colloque de Bonneval sollte berühmt werden. An ihm nahmen die Psychoanalytiker Serge Lebovici, René Diatkine, Conrad Stein, André Green, Serge Leclaire, François Perrier, Jean Laplanche und J.-B. Pontalis, die Philosophen Paul Ricœur, Maurice Merleau-Ponty, Henri Lefebvre, Alphonse de Waelhens und Jean Hyppolite, die Psychiater Georges Lanteri-Laura, Claude Blanc, Sven Follin et Catherine Lairy, aber auch Eugène Minkowski, François Tosquelles und Jacques Lacan teil. Der junge Major war sehr beeindruckt und entdeckt eine Welt, die sich stark von dem katholisch geprägten Québec seiner Jugend unterschied. Später organisierte er selbst zahlreiche Colloquien.
Schon in Kanada hatte sich Major bei der SPP (Société Psychoanalytique de Paris) beworben. In Paris absolvierte er eine Lehranalyse bei Béla Grunberger. 1967 wurde er Gastmitglied und 1971 Vollmitglied der Gesellschaft. Major arbeitet einige Jahre am Centre médico-pédagogique Claude-Bernard und am Centre de traitements psychanalytiques des Institut de psychanalyse, ansonsten vorwiegend in seiner eigenen Privatpraxis.
Im Gegensatz zu den meisten seiner Landsleute kehrte Major nach seinen Studien nicht nach Québec zurück. Er wurde zu einem eifrigen Besucher des Seminars von Lacan am Hôpital Saint-Anne, später an der École normale supérieure. Er befreundete sich mit Lacan, folgte aber nicht dessen Aufforderung, sich der 1964 gegründeten École freudienne anzuschließen.
Major war mit den Psychoanalytikern Nicolas Abraham und Mária Török befreundet. So lernte er in den sechziger Jahren Jacques Derrida kennen, der zu einem persönlichen Freund Majors wurde und großen Einfluss auf ihn hatte. Derrida beschäftigte sich intensiv mit der Psychoanalyse und hielt im März 1966 seinen Vortrag Freud et la scène de l’écriture [Freud und die Szene der Schrift] am Institut de Psychanalyse.
Anfang der 1970er Jahre wurde Major Lehranalytiker und 1972 wurde er unter dem Präsidenten André Green zum Sekretär des l'Institut de psychanalyse de Paris ernannt. 1973 wurde er Direktor des Instituts. In diesen Jahren war die SPP Schauplatz heftiger interner Auseinandersetzungen, an denen sich Major beteiligte. Majors Amtsführung war durch den Umstand erschwert, dass er nicht französischer Staatsbürger war. Er hoffte die Staatsbürgerschaft rasch erlangen zu können, bekam sie aber erst 1983. Major wurde 1974 nach nur 15 Monaten abgesetzt.

### Confrontation
1973/74 gründete Major zusammen mit Dominique Geahchan, einem aus dem Libanon stammenden Katholiken, Confrontation, eine Stätte der schulenübergreifenden Begegnung für Psychoanalytiker.
Elisabeth Roudinesco sagte dazu im Gespräch mit Jacques Derrida:

„Zu dieser Zeit ‚dekonstruierte’ [René Major], indem er sich von ihrer Arbeit inspirieren ließ, die Dogmen und die Rigiditäten des herrschenden psychoanalytischen Denkens, indem er in einem Raum genannt Confrontation die psychoanalytische Jugend, der ich angehörte, versammelte, eine Jugend, die keine zu ihr passende Institution hatte, die einerseits mit der Bürokratie der Gesellschaften der Internationalen Psychoanalytischen Vereinigung und andererseits mit der Agonie des letzten großen lebenden Meisters der Psychoanalyse, Jacques Lacan, konfrontiert war.“

„Tatsächlich war Confrontation ein wunderbarer Ort der freien Rede, der einzige Ort, wo Personen, die unterschiedlichen Institutionen angehörten, in einen offenen Dialog miteinander treten konnten. In dem Klima voller Spannungen, das damals herrschte, waren die Begegnungen von Confrontation oft sehr emotionell, sowohl was die Streitigkeiten als auch, was die Versöhnungen angeht.“

Die Vorgehensweise von Confrontation war einfach – ein Autor wurde jeweils eingeladen, um über seine Schriften zu diskutieren. Immer mehr Teilnehmer kamen und seit 1976 fanden die Veranstaltungen nicht mehr in den Räumen des Institut de Psychoanalyse statt, 1977 wurde ein Verein gegründet. Confrontation existierte bis 1983.
Ergänzend gründete Major die Zeitschrift Cahiers Confrontations. 1977 wurde Major Direktor einer neuen Buchreihe „La psychanalyse pris au mot“ beim Verlag Aubier/Montaigne.
Von 1983 bis 1992 war Major directeur de programme am Collège international de philosophie.

### Austritt aus der IPV
1996 trat Major aus der IPV aus. In einem offenen Brief an den Präsidenten Horacio Etchegoyen begründete Major seinen Entschluss. Hintergrund war eine lang andauernde Kontroverse über das richtige Verhalten von Psychoanalytikern in Diktaturen. In der Zeit des Nationalsozialismus hatte der damalige IPV-Präsident Ernest Jones den Anpassungskurs nichtjüdischer deutscher Psychoanalytiker unterstützt (siehe Berliner Psychoanalytisches Institut und Deutsches Institut für psychologische Forschung und Psychotherapie). Major sorgte für das Bekanntwerden dieser lange Zeit in Frankreich wenig bekannten Tatsache.
In den siebziger Jahren wurde bekannt, dass Amilcar Lobo Moreira, ein Ausbildungskandidat der brasilianischen psychoanalytischen Gesellschaft, bei Folterungen zugegen war. Die argentinische Psychoanalytikerin Marie Langer informierte den damaligen IPV-Präsidenten Serge Lebovici. Dieser erkundigte sich nach dem 'Gerücht'. Moreiras Lehranalytiker Leao Cabernite, zugleich Präsident der brasilianischen psychoanalytischen Gesellschaft, teilte Lebovi auf dessen Nachfrage mit, dass dieses 'Gerücht' nicht zutreffe. Tatsächlich stellte sich nach dem Ende der Militärdiktatur heraus, dass Moreira tatsächlich bei Folterungen zugegen gewesen war; Moreira selbst bestätigte dies, ohne seine Handlungen zu bedauern. Überdies wurde während der Militärdiktatur aufgrund eines Gutachtens eines der Diktatur nahestehenden Graphologen die Psychoanalytikerin Helena Bessermann Vianna als 'Denunziantin' des Verhaltens Moreiras identifiziert. Sie war dadurch selbst Verfolgungen ausgesetzt.
"René Major interessierte sich vor allem für zwei Aspekte der Frage: das Schweigen, das diese Ereignisse umgab, die mehr oder weniger abgekapselt blieben, und ihre Nachwirkungen auf die Ausbildung von Psychoanalytikern in dem Spiel von Übertragungen und Gegenübertragungen bei der Überlieferung der Psychoanalyse. Tatsächlich haben diese Ereignisse außer ihrer historischen und politischen Bedeutung auch wichtige Implikationen für die Psychoanalyse selbst. Die Entscheidung, die Politik der 'Rettung' der Psychoanalyse in Deutschland zu unterstützen, dann die spätere Verleugnung dieser Entscheidung steht in enger Beziehung mit den Ereignissen, die sich dreißig Jahre später in Brasilien abspielten.
René Major, der durch die Arbeiten seines Freundes Nicolas Abraham für diese Fragen sensibilisiert war, sah darin ein Beispiel für die Übertragung eines Traumas, das zum Gegenstand einer Verleugnung geworden war, über mehrere Generationen hinweg, eines Traumas, das eine neue Generation, die ihrerseits mit dem „Undenkbaren“ konfrontiert ist, verfolgt. Hauptsächlich aus diesem Grund arbeitete Major hartnäckig daran, den Schleier über Episoden der Vergangenheit zu lüften, die bisher durch ein schwer lastendes Schweigen und durch eine offizielle Version, die die Fakten verzerrte, verdeckt waren. Er mischte sich seit 1981 in diese Affäre ein und organisierte im Rahmen von Confrontation ein internationales Colloquium mit lateinamerikanischen Gruppen über die Politik der Psychoanalyse angesichts der Folter, ein Thema, über das selten gesprochen wird. Jacques Derrida, sein großer Gefährte der Dissidenz, las dabei einen Text mit dem Titel 'Géopsychanalyse' (Derrida, 1981).

### Generalstände der Psychoanalyse
Im Juli 2000 fanden auf Majors Initiative hin die «États Géneraux de la psychanalyse» in Paris statt, an deren Vorbereitung Major seit 1997 gearbeitet hatte. Die Tradition der États Géneraux geht auf das Ancien Regime zurück, unmittelbares Vorbild für Major waren aber wohl eher die États Géneraux de la philosophie, die 1979 unter Beteiligung von Derrida, in einer Situation, in der der Philosophieunterricht an den französischen Gymnasien zur Disposition stand, stattgefunden hatten.
Bei den «États Géneraux de la psychanalyse» diskutierten Tausende von Teilnehmern aus etwa 30 Ländern über die Krise und die Zukunft der Psychoanalyse.

## Schriften (Auswahl)
Als Autor
- Rêver l'autre, 1977
- L'Agonie du jour, 1979
- Discernement - La psychanalyse aux frontières du droit, de la biologie et de la philosophie, 1984
- De l'Élection - Freud face aux idéologies américaine, allemande et soviétique, 1986
- Lacan avec Derrida - Analyse désistancielle, 1991
- Au Commencement - La vie, la mort, 1999

Als Herausgeber
- « État général de la psychanalyse, juillet 2000 », Paris: Aubier Montaigne, 2003

## Sonstige Literatur
- Jacques Derrida (1981), «Géopsychanalyse» in: ders., Psyché. Inventions de l'autre, Paris: Galilée, 1987, pp. 327–352
- Jacques Derrida/Elisabeth Roudinesco (2001), De quoi demain… Dialogue, Paris: Fayard, dt. Woraus wird Morgen gemacht sein? Ein Dialog, Stuttgart: Klett-Cotta, 2005
- Helena Besserman-Vianna (1998), Politique de la psychanalyse face à la dictature et à la torture: N'en parlez à personne…, (Vorwort von René Major), Paris: L'Harmattan - Major besorgte die französische Ausgabe. Um ein möglichst komplettes Dossier zu erstellen, enthält das Buch auch eine Stellungnahme des früheren IPA-Präsidenten Serge Lebovici.

## Auszeichnungen
- 1986: Finalist beim Prix du Gouverneur général, Discernement – La psychanalyse aux frontières du droit, de la biologie et de la philosophie